# Let's Dance 2019
Let's Dance 2019 var den fjortonde säsongen av TV-programmet Let's Dance som hade premiär i TV4 den 22 mars 2019. Det sista avsnittet sändes den 31 maj samma år. Programledare var Tilde de Paula Eby och David Hellenius.

## Tävlande
| Kändis                                  | Dansare                                     |
| --------------------------------------- | ------------------------------------------- |
| Kristin Kaspersen                       | Calle Sterner                               |
| Leopoldo Jorge Méndez Alcayaga (Mendez) | Malin Watson                                |
| LaGaylia Frazier                        | Tobias Bader                                |
| Robin Bengtsson                         | Sigrid Bernson                              |
| Magdalena Forsberg                      | Tobias Karlsson (tidigare Fredric Brunberg) |
| Lancelot Hedman Graaf                   | Linn Hegdal                                 |
| Fredrik Svensson (Fab Freddie)          | Maria Zimmerman                             |
| Dan Ekborg                              | Cecilia Ehrling Danermark                   |
| Linnea Claesson                         | Jacob Persson                               |
| Thomas Ravelli                          | Jasmine Takács                              |
| Sanna Lundell                           | Aaron Brown                                 |

### Program 1[3]
Sändes på TV4 den 22 marsj 2019. Deltagarna nedan står angivna efter startordningen.
1. Robin Bengtsson och Sigrid Bernson - Quickstep ((Your Love Keeps Lifting Me) Higher and Higher)
2. Freddie Svensson och Maria Zimmerman - Vals (Chandelier)
3. Sanna Lundell och Aaron Brown - Samba (Stars)
4. LaGaylia Frazier och Tobias Bader - Cha cha (Ain´t No Other Man)
5. LancelotHedman Graaf och Linn Hegdal - Cha cha (Dance You Off)
6. Magdalena Forsberg och Fredric Brunberg - Vals (Open Arms)
7. Kristin Kaspersen och Calle Sterner - Quickstep (You Can’t Hurry Love)
8. Dan Ekborg och Cecilia Ehrling - Cha cha (Vill Ni Se En Stjärna)
9. Linnéa Claeson och Jacob Persson - Samba (She’s a Lady)
10. Leo Mendez och Malin Watson - Vals (Can You Feel The Love Tonight)
11. Thomas Ravelli och Jasmine Takács - Samba (Africa)

#### Juryns poäng[3]
| Nr | Tävlingspar                             | Cecilia Lazar | Ann Wilson | Tony Irving | Poängsumma |
| -- | --------------------------------------- | ------------- | ---------- | ----------- | ---------- |
| 1  | Robin Bengtsson och Sigrid Bernson      | 2             | 4          | 2           | 8          |
| 2  | Freddie Svensson och Maria Zimmerman    | 2             | 4          | 1           | 7          |
| 3  | Sanna Lundell och Aaron Brown           | 1             | 3          | 2           | 6          |
| 4  | LaGaylia Frazier och Tobias Bader       | 4             | 4          | 3           | 11         |
| 5  | Lancelot Hedman Graaf och Linn Hegdal   | 3             | 6          | 5           | 14         |
| 6  | Magdalena Forsberg och Fredric Brunberg | 2             | 4          | 4           | 10         |
| 7  | Kristin Kaspersen och Calle Sterner     | 6             | 6          | 6           | 18         |
| 8  | Dan Ekborg och Cecilia Ehrling          | 1             | 2          | 2           | 5          |
| 9  | Linnéa Claeson och Jacob Persson        | 4             | 4          | 6           | 14         |
| 10 | Leo Mendez och Malin Watson             | 3             | 2          | 3           | 8          |
| 11 | Thomas Ravelli och Jasmine Takács       | 1             | 1          | 1           | 3          |

#### Utröstningen
I de första programmet röstas ingen ut.

### Program 2[4]
Sändes på TV4 den 29 mars 2019. Deltagarna nedan står angivna efter startordningen.
1. Leo Mendez och Malin Watson - Cha Cha (I Need To Know)
2. Linnéa Claeson och Jacob Persson - American Smooth (Fuck You)
3. Magdalena Forsberg och David Watson - Cha cha (Händerna Mot Himlen)
4. Dan Ekborg och Cecilia Ehrling - Tango (Summer In The City)
5. Freddie Svensson och Maria Zimmerman - Cha Cha (Like a Prayer)
6. Lancelot Hedman Graaf och Linn Hegdal - Tango (Heroes)
7. Sanna Lundell och Aaron Brown - American Smooth (Respect)
8. Robin Bengtsson och Sigrid Bernson - Samba (Paradise City)
9. Thomas Ravelli och Jasmine Takács - American Smooth (Never Can Say Goodbye)
10. LaGaylia Frazier och Tobias Bader - Tango (Stop (in the name of love))
11. Kristin Kaspersen och Calle Sterner - Samba (Something Stupid)

#### Juryns poäng[4]
| Nr | Tävlingspar                           | Cecilia Lazar | Ann Wilson | Tony Irving | Poängsumma |
| -- | ------------------------------------- | ------------- | ---------- | ----------- | ---------- |
| 1  | Leo Mendez och Malin Watson           | 3             | 4          | 3           | 10         |
| 2  | Linnéa Claeson och Jacob Persson      | 3             | 5          | 6           | 14         |
| 3  | Magdalena Forsberg och Davin Watson   | 3             | 3          | 3           | 9          |
| 4  | Dan Ekborg och Cecilia Ehrling        | 3             | 5          | 5           | 13         |
| 5  | Freddie Svensson och Maria Zimmerman  | 4             | 4          | 5           | 13         |
| 6  | Lancelot Hedman Graaf och Linn Hegdal | 3             | 4          | 5           | 12         |
| 7  | Sanna Lundell och Aaron Brown         | 3             | 5          | 4           | 12         |
| 8  | Robin Bengtsson och Sigrid Bernson    | 3             | 5          | 6           | 14         |
| 9  | Thomas Ravelli och Jasmine Takács     | 2             | 3          | 2           | 7          |
| 10 | LaGaylia Frazier och Tobias Bader     | 5             | 5          | 5           | 15         |
| 11 | Kristin Kaspersen och Calle Sterner   | 7             | 7          | 7           | 21         |

#### Utröstning
Listar de två par som erhöll minst tittar- och juryröster under de två första programmen.
Den av dessa två som är markerad med mörkgrå färg är den som tvingats lämna tävlingen (den till vänster).
| Lägst antal poäng           |                               |
| Leo Mendez och Malin Watson | Sanna Lundell och Aaron Brown |

### Program 3[5]
Sändes på TV4 den 5 april 2019. Deltagarna nedan står angivna efter startordningen.
1. Thomas Ravelli och Jasmine Takács - Paso Doble (September)
2. Freddie Svensson och Maria Zimmerman - Tango (Calleth You, Cometh I)
3. LaGaylia Frazier och Tobias Bader - Samba (Ain’t Nobody)
4. Sanna Lundell och Aaron Brown - Paso Doble (Stronger)
5. Lancelot Hedman Graaf och Linn Hegdal - Samba (Something Just Like This)
6. Kristin Kaspersen och Calle Sterner - Vals (Come Away With Me)
7. Magdalena Forsberg och Tobias Karlsson - Tango (Vårens Första Dag)
8. Dan Ekborg och Cecilia Ehrling - Samba (For Once In My Life)
9. Robin Bengtsson och Sigrid Bernson - Vals (At This Moment)
10. Linnéa Claeson och Jacob Persson - Paso Doble (Heaven’s On Fire)

#### Juryns poäng[5]
| Nr | Tävlingspar                            | Cecilia Lazar | Ann Wilson | Tony Irving | Poängsumma |
| -- | -------------------------------------- | ------------- | ---------- | ----------- | ---------- |
| 1  | Thomas Ravelli och Jasmine Takács      | 3             | 2          | 3           | 8          |
| 2  | Freddie Svensson och Maria Zimmerman   | 4             | 3          | 5           | 12         |
| 3  | LaGaylia Frazier och Tobias Bader      | 5             | 5          | 4           | 14         |
| 4  | Sanna Lundell och Aaron Brown          | 5             | 5          | 5           | 15         |
| 5  | Lancelot Hedman Graaf och Linn Hegdal  | 3             | 4          | 2           | 9          |
| 6  | Kristin Kaspersen och Calle Sterner    | 6             | 6          | 5           | 17         |
| 7  | Magdalena Forsberg och Tobias Karlsson | 4             | 5          | 6           | 15         |
| 8  | Dan Ekborg och Cecilia Ehrling         | 4             | 4          | 4           | 12         |
| 9  | Robin Bengtsson och Sigrid Bernson     | 5             | 5          | 6           | 16         |
| 10 | Linnéa Claeson och Jacob Persson       | 6             | 7          | 7           | 20         |

#### Utröstning
Listar de två par som erhöll minst tittar- och juryröster under programmet.
Den av dessa två som är markerad med mörkgrå färg är den som tvingats lämna tävlingen (den till vänster).
| Lägst antal poäng                    |                                   |
| Freddie Svensson och Maria Zimmerman | LaGaylia Frazier och Tobias Bader |

### Program 4[6]
Sändes på TV4 den 12 april 2019. Deltagarna nedan står angivna efter startordningen.
1. Sanna Lundell och Aaron Brown - Quickstep (Roar)
2. Lancelot Hedman Graaf och Linn Hegdal - Vals (If you don’t know me by now)
3. Kristin Kaspersen och Calle Sterner - Cha Cha (Too late for love)
4. Dan Ekborg och Cecilia Ehrling - Vals (The long and winding road)
5. Linnéa Claeson och Jacob Persson - Quickstep (This Love)
6. Robin Bengtsson och Sigrid Bernson - Cha Cha (Don’t worry)
7. Thomas Ravelli och Jasmine Takács - Quickstep (Wonderwall)
8. LaGaylia Frazier och Tobias Bader - Vals ((You make me feel like a) Natural woman)
9. Magdalena Forsberg och Tobias Karlsson - Paso Doble (Born this way)

#### Juryns poäng[6]
| Nr | Tävlingspar                            | Cecilia Lazar | Ann Wilson | Tony Irving | Poängsumma |
| -- | -------------------------------------- | ------------- | ---------- | ----------- | ---------- |
| 1  | Sanna Lundell och Aaron Brown          | 6             | 5          | 4           | 15         |
| 2  | Lancelot Hedman Graaf och Linn Hegdal  | 5             | 6          | 5           | 16         |
| 3  | Kristin Kaspersen och Calle Sterner    | 9             | 7          | 9           | 25         |
| 4  | Dan Ekborg och Cecilia Ehrling         | 3             | 4          | 5           | 12         |
| 5  | Linnéa Claeson och Jacob Persson       | 5             | 6          | 8           | 19         |
| 6  | Robin Bengtsson och Sigrid Bernson     | 6             | 5          | 4           | 15         |
| 7  | Thomas Ravelli och Jasmine Takács      | 3             | 3          | 2           | 8          |
| 8  | LaGaylia Frazier och Tobias Bader      | 8             | 6          | 8           | 22         |
| 9  | Magdalena Forsberg och Tobias Karlsson | 4             | 8          | 9           | 21         |

#### Utröstning
Listar de två par som erhöll minst tittar- och juryröster under programmet.
Den av dessa två som är markerad med mörkgrå färg är den som tvingats lämna tävlingen (den till vänster).
| Lägst antal poäng             |                                |
| Sanna Lundell och Aaron Brown | Dan Ekborg och Cecilia Ehrling |

### Program 5[7]
Sändes på TV4 den 19 april 2019. Deltagarna nedan står angivna efter startordningen.
1. Robin Bengtsson och Sigrid Bernson - Rumba
2. Dan Ekborg och Cecilia Ehrling - Slowfox
3. Linnéa Claeson och Jacob Persson - Vals
4. Lancelot Hedman Graaf och Linn Hegdal - Slowfox
5. Magdalena Forsberg och Tobias Karlsson - American Smooth
6. Kristin Kaspersen och Calle Sterner - Rumba
7. LaGaylia Frazier och Tobias Bader - Slowfox
8. Thomas Ravelli och Jasmine Takács - Vals

#### Juryns poäng[7]
| Nr | Tävlingspar                            | Cecilia Lazar | Ann Wilson | Tony Irving | Poängsumma |
| -- | -------------------------------------- | ------------- | ---------- | ----------- | ---------- |
| 1  | Robin Bengtsson och Sigrid Bernson     | 7             | 6          | 5           | 18         |
| 2  | Dan Ekborg och Cecilia Ehrling         | 4             | 4          | 4           | 12         |
| 3  | Linnéa Claeson och Jacob Persson       | 7             | 8          | 8           | 23         |
| 4  | Lancelot Hedman Graaf och Linn Hegdal  | 8             | 8          | 8           | 24         |
| 5  | Magdalena Forsberg och Tobias Karlsson | 7             | 7          | 5           | 19         |
| 6  | Kristin Kaspersen och Calle Sterner    | 9             | 9          | 9           | 27         |
| 7  | LaGaylia Frazier och Tobias Bader      | 7             | 7          | 8           | 22         |
| 8  | Thomas Ravelli och Jasmine Takács      | 4             | 5          | 5           | 16         |

#### Utröstning
Listar de två par som erhöll minst tittar- och juryröster under programmet.
Den av dessa två som är markerad med mörkgrå färg är den som tvingats lämna tävlingen (den till vänster).
| Lägst antal poäng              |                                   |
| Dan Ekborg och Cecilia Ehrling | LaGaylia Frazier och Tobias Bader |

### Program 6[8]
Sändes på TV4 den 26 april 2019. Deltagarna dansade två danser var, den första på temat Disney och den andra dansen var ett Disco-Battle där juryn delade ut poängen 4-14. Deltagarna nedan står angivna efter startordningen.
1. Linnéa Claeson och Jacob Persson - Tango (En Helt Ny Värld)
2. Lancelot Hedman Graaf och Linn Hegdal - Paso Doble (Eye of the Tiger)
3. Robin Bengtsson och Sigrid Bernson - Slowfox (Rewrite the Stars)
4. LaGaylia Frazier och Tobias Bader - Paso Doble (Empire State Of Mind)
5. Magdalena Forsberg och Tobias Karlsson - Rumba (För kärlekens skull)
6. Thomas Ravelli och Jasmine Takács - Tango (Always Look on the Bright Side of Life)
7. Kristin Kaspersen och Calle Sterner - Slowfox (Shallow)

#### Juryns poäng[8]
| Nr | Tävlingspar                            | Cecilia Lazar | Ann Wilson | Tony Irving | Disco Battle | Poängsumma |
| -- | -------------------------------------- | ------------- | ---------- | ----------- | ------------ | ---------- |
| 1  | Linnéa Claeson och Jacob Persson       | 9             | 8          | 9           | 10           | 36         |
| 2  | Lancelot Hedman Graaf och Linn Hegdal  | 8             | 9          | 6           | 6            | 29         |
| 3  | Robin Bengtsson och Sigrid Bernson     | 6             | 6          | 8           | 4            | 24         |
| 4  | LaGaylia Frazier och Tobias Bader      | 8             | 7          | 7           | 8            | 30         |
| 5  | Magdalena Forsberg och Tobias Karlsson | 8             | 8          | 8           | 14           | 38         |
| 6  | Thomas Ravelli och Jasmine Takács      | 6             | 5          | 5           | 2            | 18         |
| 7  | Kristin Kaspersen och Calle Sterner    | 9             | 9          | 8           | 12           | 38         |

#### Utröstning
Listar de två par som erhöll minst tittar- och juryröster under programmet.
Den av dessa två som är markerad med mörkgrå färg är den som tvingats lämna tävlingen (den till vänster).
| Lägst antal poäng                 |                                   |
| LaGaylia Frazier och Tobias Bader | Thomas Ravelli och Jasmine Takács |

### Program 7[9]
Sändes på TV4 den 3 maj 2019. Deltagarna dansade två danser var, den andra dansen var ett Swing-A-Ton där juryn delade ut poängen 2-12. Deltagarna nedan står angivna efter startordningen.
1. Thomas Ravelli och Jasmine Takács - Bugg (Let Your Love Flow)
2. Kristin Kaspersen och Calle Sterner - Boogie Woogie (Då står pojkarna på rad)
3. Robin Bengtsson och Sigrid Bernson - Charleston (These Words)
4. Linnéa Claeson och Jacob Persson - Lindy Hop (So What)
5. Magdalena Forsberg och Tobias Karlsson - West Coast Swing (Maria Magdalena)
6. Lancelot Hedman Graaf och Linn Hegdal - Jitterbugg (Photograph)

#### Juryns poäng[9]
| Nr | Tävlingspar                            | Cecilia Lazar | Ann Wilson | Tony Irving | Swing-A-Ton | Poängsumma |
| -- | -------------------------------------- | ------------- | ---------- | ----------- | ----------- | ---------- |
| 1  | Thomas Ravelli och Jasmine Takács      | 6             | 5          | 4           | 2           | 17         |
| 2  | Kristin Kaspersen och Calle Sterner    | 10            | 10         | 10          | 10          | 40         |
| 3  | Robin Bengtsson och Sigrid Bernson     | 9             | 8          | 6           | 4           | 27         |
| 4  | Linnéa Claeson och Jacob Persson       | 9             | 10         | 10          | 12          | 41         |
| 5  | Magdalena Forsberg och Tobias Karlsson | 5             | 5          | 5           | 6           | 21         |
| 6  | Lancelot Hedman Graaf och Linn Hegdal  | 8             | 9          | 8           | 8           | 33         |

#### Utröstning
Listar de två par som erhöll minst tittar- och juryröster under programmet.
Den av dessa två som är markerad med mörkgrå färg är den som tvingats lämna tävlingen (den till vänster).
| Lägst antal poäng                 |                                       |
| Thomas Ravelli och Jasmine Takács | Lancelot Hedman Graaf och Linn Hegdal |

### Program 8[10]
Sändes på TV4 den 10 maj 2019. Deltagarna dansade två danser var, både med musikaltema där den andra dansen var ett Musikal Battle till ett Queen-medley där juryn delade ut poängen 2-10. Deltagarna nedan står angivna efter startordningen.
1. Robin Bengtsson och Sigrid Bernson - Paso Doble (Summer Nights)
2. Magdalena Forsberg och Tobias Karlsson - Samba (Aquarius)
3. Lancelot Hedman Graaf och Linn Hegdal - Quickstep (Anything You Can Do I Can Do Better)
4. Linnéa Claeson och Jacob Persson - Rumba (One Night in Bangkok)
5. Kristin Kaspersen och Calle Sterner - Paso Doble (Mamma Mia)

#### Juryns poäng[10]
| Nr | Tävlingspar                            | Pernilla Wahlgren | Cecilia Lazar | Ann Wilson | Tony Irving | Musikal Battle | Poängsumma |
| -- | -------------------------------------- | ----------------- | ------------- | ---------- | ----------- | -------------- | ---------- |
| 1  | Robin Bengtsson och Sigrid Bernson     | 10                | 8             | 8          | 8           | 4              | 38         |
| 2  | Magdalena Forsberg och Tobias Karlsson | 9                 | 8             | 8          | 7           | 2              | 34         |
| 3  | Lancelot Hedman Graaf och Linn Hegdal  | 10                | 9             | 10         | 9           | 10             | 48         |
| 4  | Linnéa Claeson och Jacob Persson       | 9                 | 8             | 8          | 10          | 8              | 43         |
| 5  | Kristin Kaspersen och Calle Sterner    | 10                | 10            | 10         | 10          | 6              | 46         |

#### Utröstning
Listar de två par som erhöll minst tittar- och juryröster under programmet.
Den av dessa två som är markerad med mörkgrå färg är den som tvingats lämna tävlingen (den till vänster).
| Lägst antal poäng                  |                                  |
| Robin Bengtsson och Sigrid Bernson | Linnéa Claeson och Jacob Persson |

### Program 9[11]
Sändes på TV4 den 17 maj 2019. Redan efter första dansen gick två danspar direkt till semifinalen. Därefter nollställdes poängen och de två deltagare som var kvar dansade en andra dans. Deltagarna nedan står angivna efter startordningen.
Dans 1:
1. Magdalena Forsberg och Tobias Karlsson - Quickstep (Feel)
2. Linnéa Claeson och Jacob Persson  - Cha cha (Dancing In the Moonlight)
3. Kristin Kaspersen och Calle Sterner - Tango (Snacket På Stan)
4. Lancelot Hedman Graaf och Linn Hegdal - Rumba (It Ain’t Me)

#### Juryns poäng dans 1[11]
| Nr | Tävlingspar                            | Cecilia Lazar | Ann Wilson | Tony Irving | Poängsumma |
| -- | -------------------------------------- | ------------- | ---------- | ----------- | ---------- |
| 1  | Magdalena Forsberg och Tobias Karlsson | 7             | 8          | 8           | 23         |
| 2  | Linnéa Claeson och Jacob Persson       | 9             | 9          | 10          | 28         |
| 3  | Kristin Kaspersen och Calle Sterner    | 10            | 8          | 8           | 26         |
| 4  | Lancelot Hedman Graaf och Linn Hegdal  | 10            | 10         | 10          | 30         |

Dans 2:
1. Linnéa Claeson och Jacob Persson - Samba (Secret Love Song)
2. Magdalena Forsberg och Tobias Karlsson - Vals (I Wonder Why)

#### Juryns poäng dans 2[11]
| Nr | Tävlingspar                            | Cecilia Lazar | Ann Wilson | Tony Irving | Poängsumma |
| -- | -------------------------------------- | ------------- | ---------- | ----------- | ---------- |
| 1  | Linnéa Claeson och Jacob Persson       | 9             | 9          | 9           | 27         |
| 2  | Magdalena Forsberg och Tobias Karlsson | 10            | 10         | 10          | 30         |

#### Utröstningen
Listar de två par som erhöll minst tittar- och juryröster under programmet.
Den av dessa två som är markerad med mörkgrå färg är den som tvingats lämna tävlingen (den till vänster).
| Lägst antal poäng                |                                        |
| Linnéa Claeson och Jacob Persson | Magdalena Forsberg och Tobias Karlsson |

### Program 10[12]
Sändes på TV4 den 24 maj 2019. Deltagarna dansade två danser var, den första var en dans de dansat tidigare under säsongen och den andra var fri tolkning. Deltagarna nedan står angivna efter startordningen.
Dans 1:
1. Magdalena Forsberg och Tobias Karlsson - Tango (Vårens Första Dag)
2. Lancelot Hedman Graaf och Linn Hegdal - Samba (Something Just Like This)
3. Kristin Kaspersen och Calle Sterner - Vals (Come Away With Me)

Dans 2:
1. Magdalena Forsberg och Tobias Karlsson - Fri tolkning (Forgive Me Friend)
2. Lancelot Hedman Graaf och Linn Hegdal - Fri tolkning (Total Eclipse of the Heart)
3. Kristin Kaspersen och Calle Sterner - Fri tolkning (This Is Me)

#### Juryns poäng dans 1[12]
| Nr | Tävlingspar                            | Cecilia Lazar | Ann Wilson | Tony Irving | Poängsumma |
| -- | -------------------------------------- | ------------- | ---------- | ----------- | ---------- |
| 1  | Lancelot Hedman Graaf och Linn Hegdal  | 9+9           | 10+10      | 10+10       | 29+29=58   |
| 2  | Magdalena Forsberg och Tobias Karlsson | 10+10         | 9+9        | 10+9        | 29+28=57   |
| 3  | Kristin Kaspersen och Calle Sterner    | 10+10         | 10+10      | 10+10       | 30+30=60   |

#### Utröstningen
Det par som erhöll minst tittar- och juryröster under programmet.
| Lägst antal poäng                     |
| Lancelot Hedman Graaf och Linn Hegdal |

### Program 11[13]
Sändes på TV4 den 31 maj 2019. Deltagarna dansade tre danser var, de första två var danser de dansat tidigare under säsongen och den tredje var ett shownummer. Deltagarna nedan står angivna efter startordningen.
Dans 1:
1. Magdalena Forsberg och Tobias Karlsson - Paso Doble (Born this way)
2. Kristin Kaspersen och Calle Sterner - Cha Cha (Too late for love)

Dans 2:
1. Magdalena Forsberg och Tobias Karlsson - Rumba (För kärlekens skull)
2. Kristin Kaspersen och Calle Sterner - Slowfox (Shallow)

Dans 3:
1. Magdalena Forsberg och Tobias Karlsson - Shownummer
2. Kristin Kaspersen och Calle Sterner - Shownummer

#### Juryns poäng[13]
| Nr | Tävlingspar                            | Cecilia Lazar | Ann Wilson | Tony Irving | Poängsumma  |
| -- | -------------------------------------- | ------------- | ---------- | ----------- | ----------- |
| 1  | Magdalena Forsberg och Tobias Karlsson | 7+9+9         | 9+9+9      | 9+10+9      | 25+29+27=81 |
| 2  | Kristin Kaspersen och Calle Sterner    | 10+10+10      | 10+9+10    | 10+10+10    | 30+29+30=89 |

Listar nedan det par som erhöll flest antal tittar- och juryröster och därmed vann Let's Dance 2019.
| Vinnare                             |
| Kristin Kaspersen och Calle Sterner |